# 增上寺
35°39′26.74″N 139°44′53.8″E / 35.6574278°N 139.748278°E

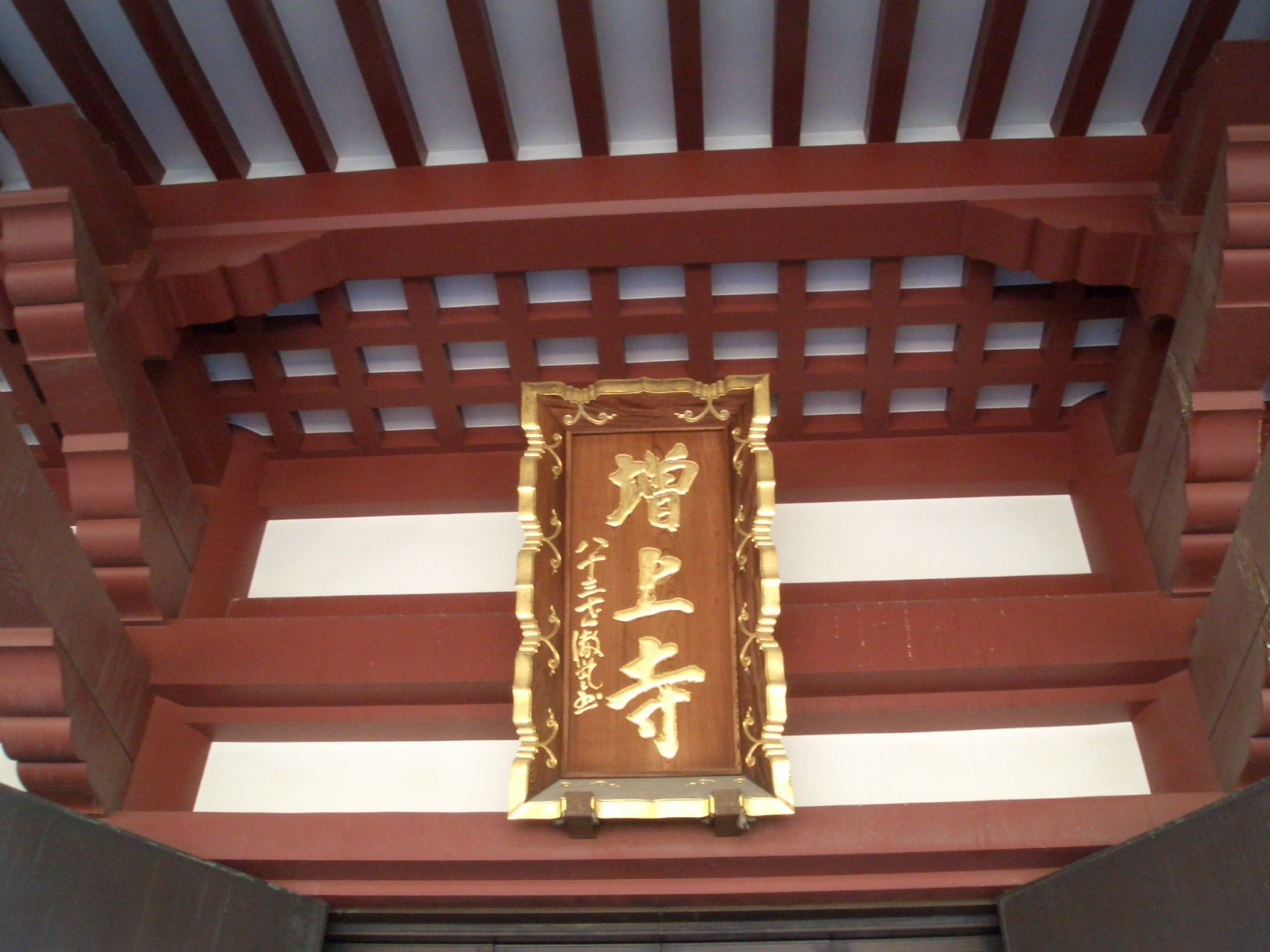
增上寺匾

增上寺是位於日本東京都港區芝公園的一座淨土宗寺院，山號為三緣山，正式的全名為三緣山廣度院增上寺。日本淨土宗鎮西派七個大本山其中之一，也是江戶幕府德川家的靈廟之一。增上寺的前身是由空海的弟子，也是入唐八家之一的宗叡創建於武藏國的貝塚（相當於現在的千代田區及紀尾井町一帶），原寺名為光明寺，屬於真言宗的寺廟。明德4年（1393年）由淨土宗八祖聖聰上人入主，改為淨土宗，並改寺名為增上寺。

## 歷史
開山始祖聖聰上人自幼於千葉寺出家，原本為真言宗僧人。1385年在位於武藏國豐島郡貝塚村的光明寺釋道時，受到淨土宗七祖的聖冏上人的教化，捨卻真言宗的教義皈依其門下，並且在明德四年（1393年）12月繼承了淨土宗正統成為淨土宗第八世祖。其後將光明寺的宗旨改為淨土宗，並將寺名改為增上寺。
天正十八年（1590年），第十二世住持存應上人受江戶幕府第一代征夷大將軍德川家康的皈依，營造擴建了大伽藍，被指定為德川家靈廟之一。同時也被指定為關東十八檀林之首，增上寺因而越來越興旺。慶長3年（1598年），由於江戶城的擴建，寺址遷移到現在的芝。德川家康還捐贈三解脫門、經藏以及大殿的建立等。當時的朝廷還冊封存應上人為「普光觀智國師」的封號，並賜予常紫衣（袈裟）。這時的增上寺，在宗派上的地位已跟位於京都的知恩院相等，寺廟的領地高達一萬餘石，寺領之內有48院，學寮有一百多間，在當時稱為「寺格百萬石」。
延寶8年（1680年）6月24日，當時由於江戶幕府第四代將軍德川家綱因病去世，在增上寺舉行葬儀時，執行警備職務的奉行內藤忠勝，因為不滿另一名奉行永井尚長而拿刀將其刺死，史稱「芝增上寺的刃傷事件」（芝増上寺の刃傷事件）。
1867年，江戶幕府末代將軍德川慶喜將政權歸還給明治天皇，日本正式進入明治時代，同時也開始了明治維新。為了強調天照大神後代的天皇才是日本最高的統治者，強力鼓吹神道，並且為了進一步區分神道與佛教，於是下了一道神佛分離令。這一來造成了日本佛教遭到排斥與摧毀，雖然原本的神佛分離令本意並非是要排斥佛教，不過還是引發了廢佛毀釋的運動，增上寺由於本身也屬神佛共存，因此在1874年以及1909年都遭到排佛主義者的放火與破壞，本堂因此被燒毀兩次。同時也因為神佛分離令的影響，寺廟的領地大大的縮小，空出來的部份約20萬坪寺領成為現在的芝公園。寺內原本祭祀德川家康壽像的「安國殿」，由於神佛分離令的關係，因此脫離增上寺改名為芝東照宮。
明治8年（1875年），增上寺被列為淨土宗的大本山，加上有伊藤博文等新的信徒加入，開始了增上寺的復興建設。大正時代將被燒毀的大殿重建，其他被摧毀的堂宇也開始著手整備與復建。不過到了昭和20年（1945年）因受到太平洋戰爭的影響，增上寺一帶遭受到空襲，所有的復興重建都在一瞬間被摧毀。
戰爭結束後的昭和27年（1952年），設立的臨時本堂。並在昭和46年開始（1971年）歷經約四年的時間，花費約35億日圓重新建造了新的本殿。平成元年（1989年）4月，為紀念聖聰上人550回忌，將開山堂重建為現在的慈雲閣。

## 主要設施

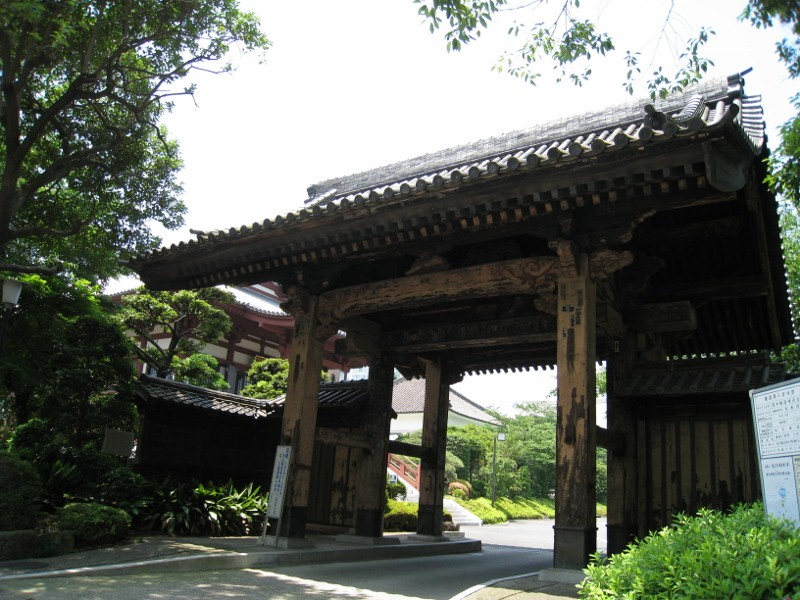
增上寺黑門

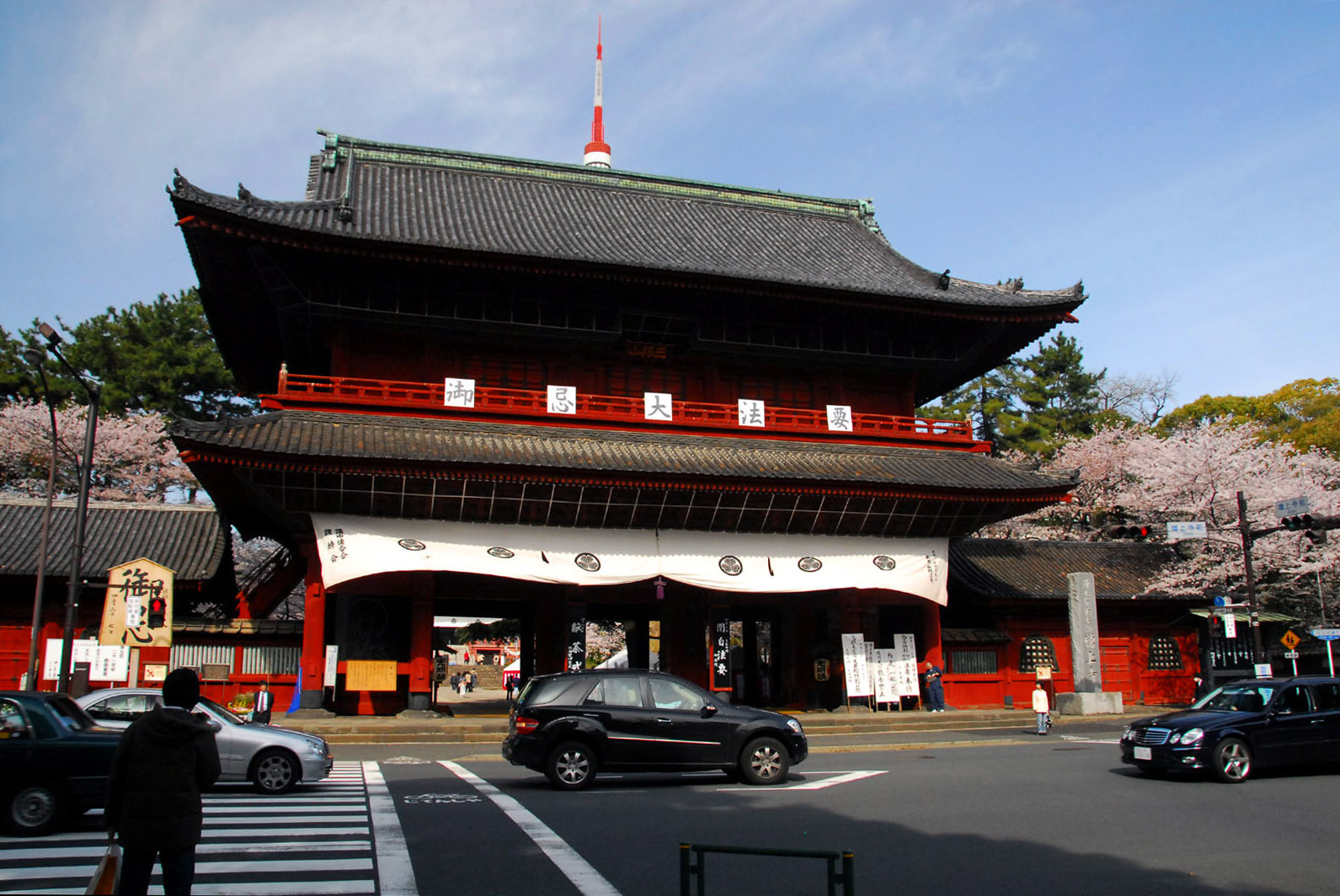
增上寺三解脫門

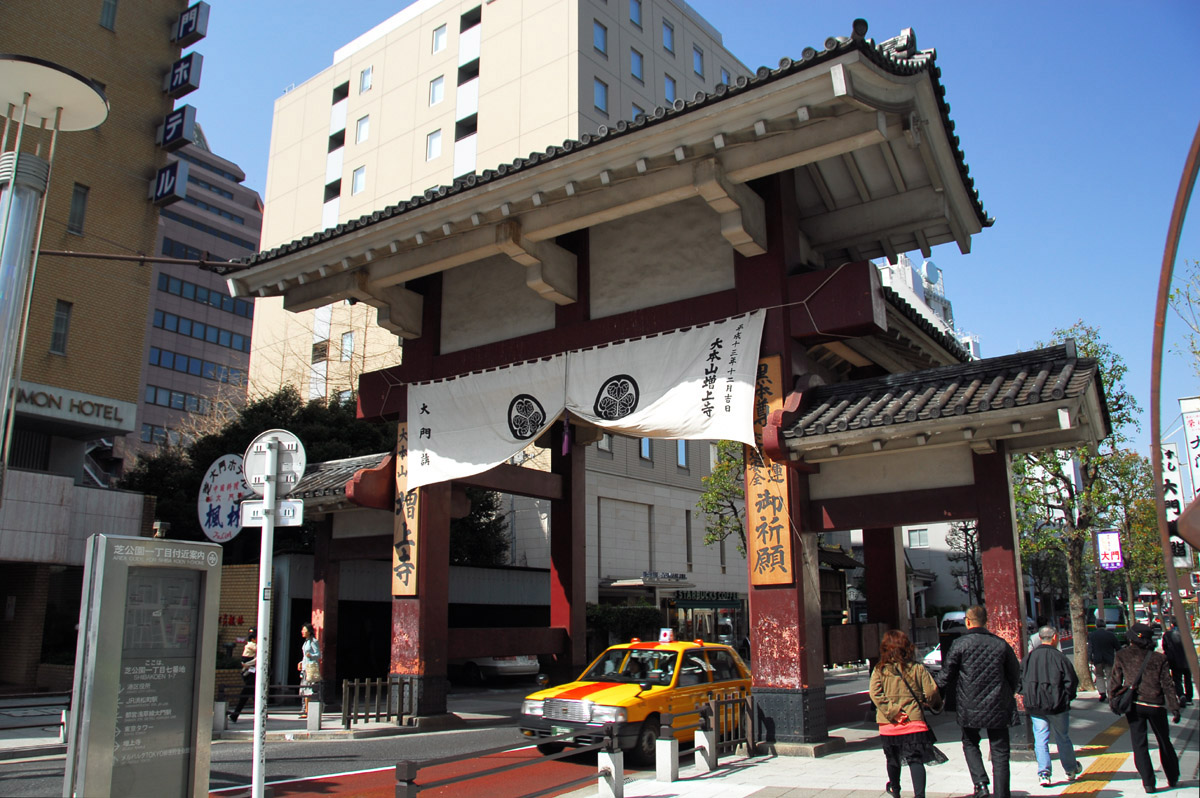
增上寺大門

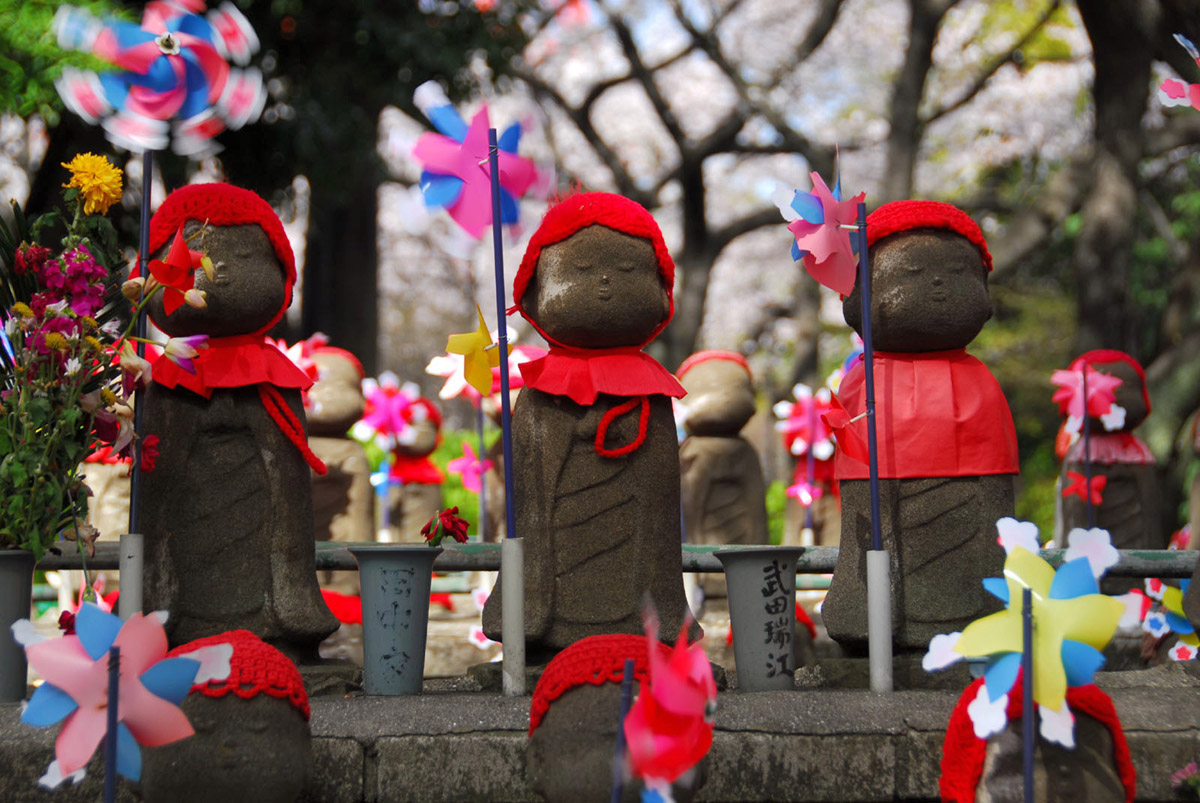
增上寺院內，祈求生子或安產的迷你地藏（千躰子育地藏尊）

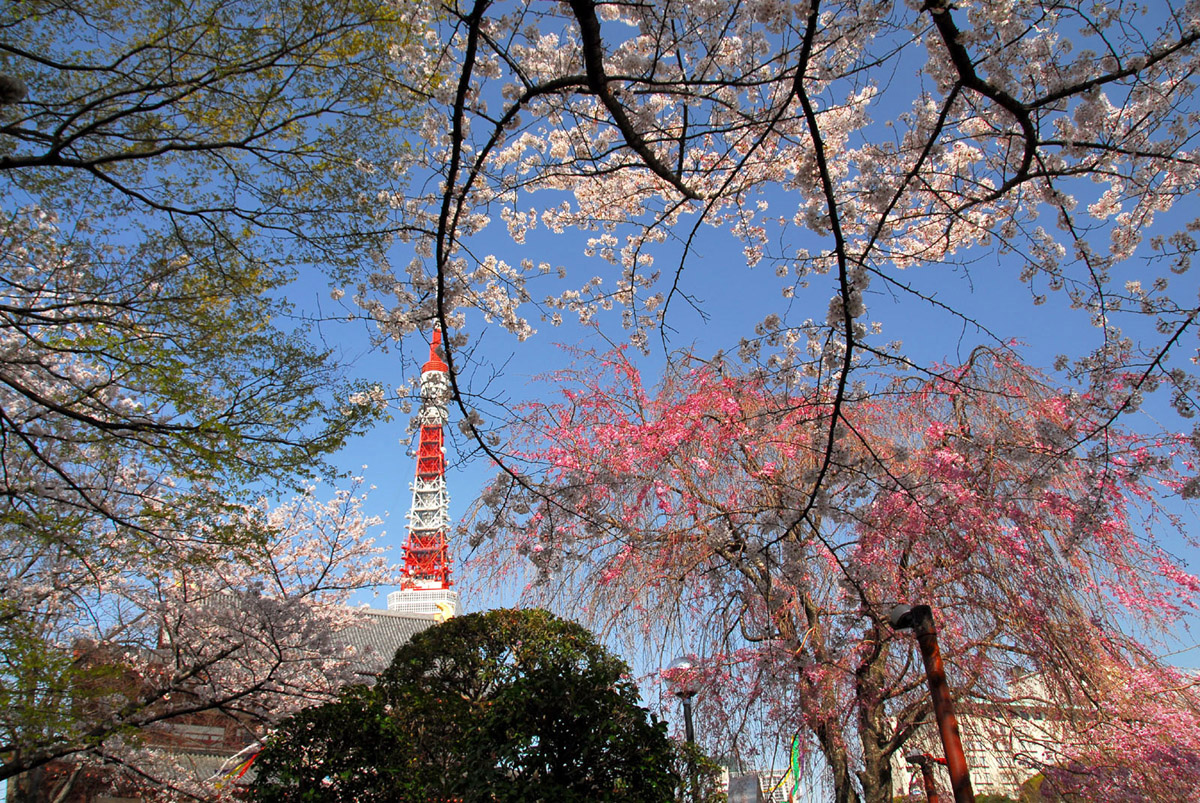
春季時，增上寺也是東京都內著名的賞櫻勝地

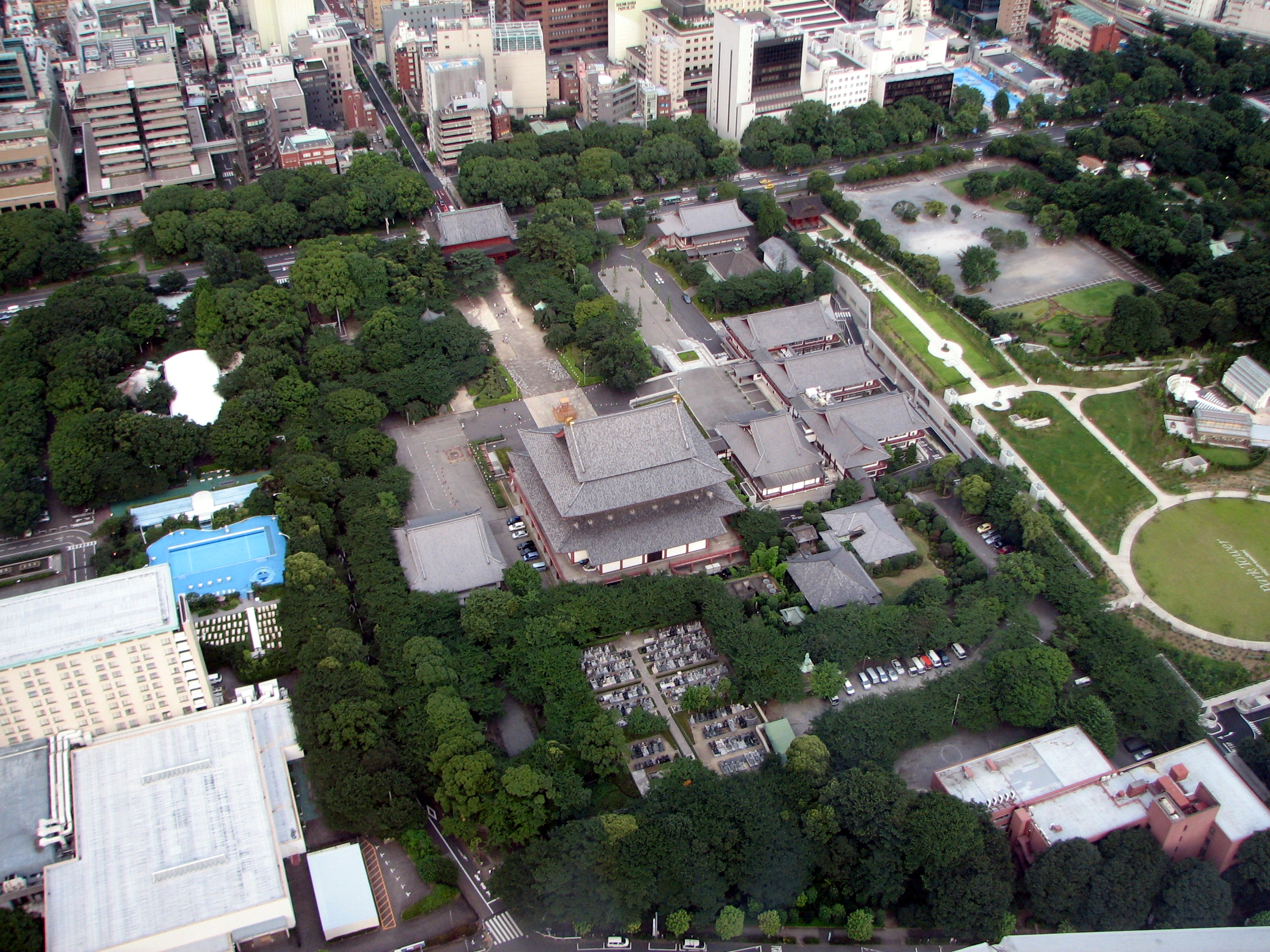
由東京鐵塔拍攝的增上寺

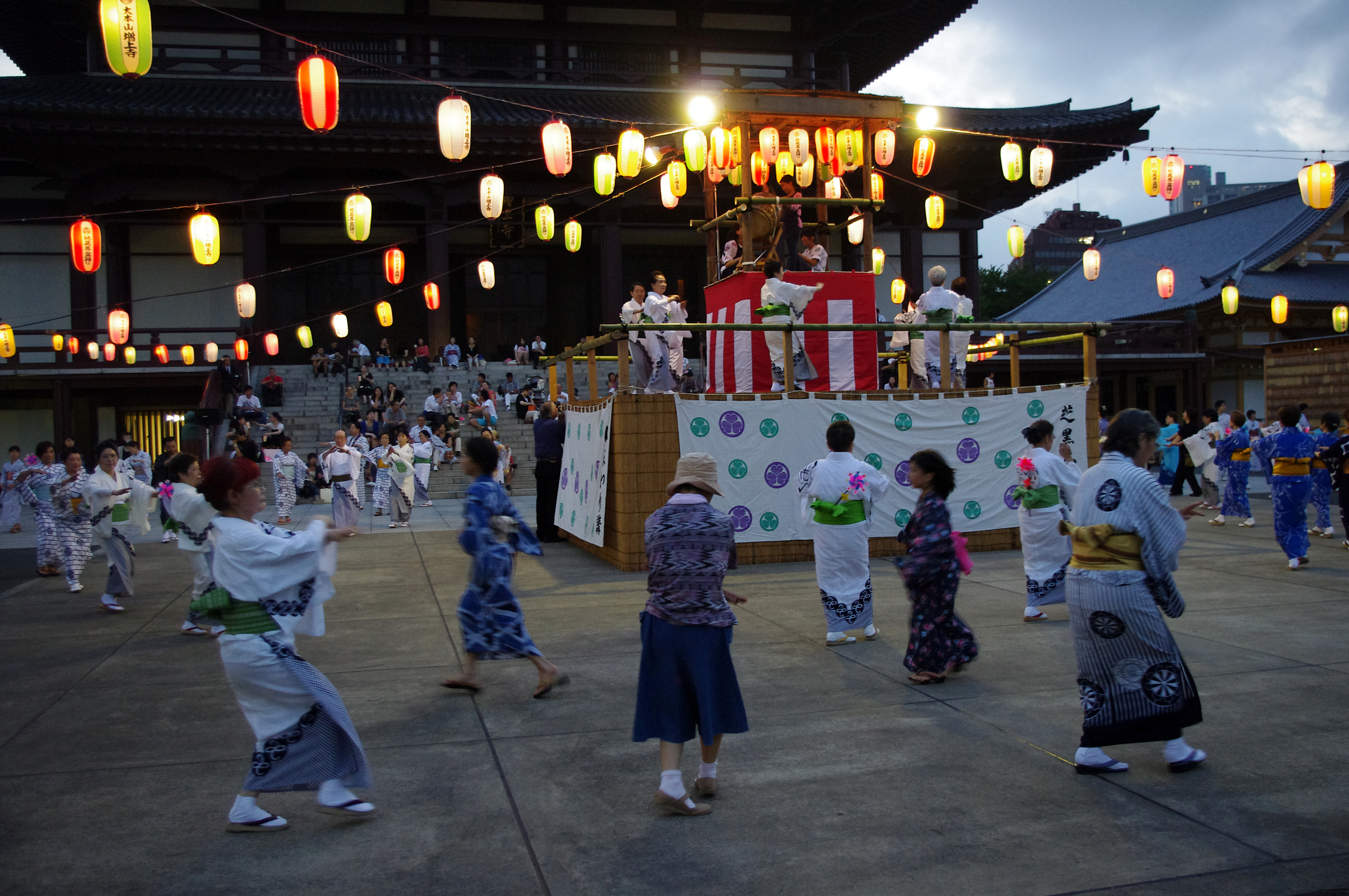
盆踊

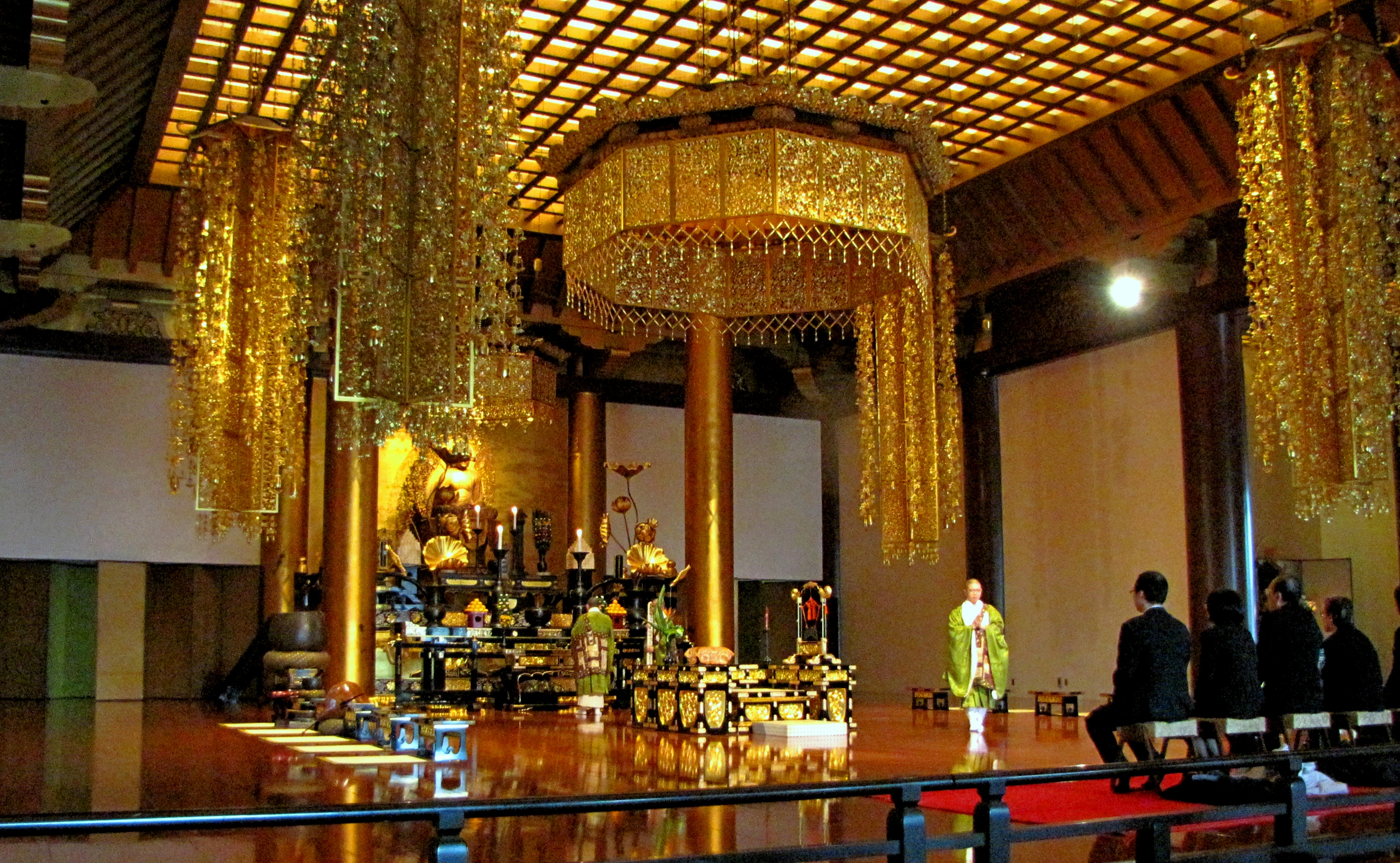
大殿
舊的大殿因為幾度遭到摧毀，目前的大殿於昭和49年（1974年）完工。主要祭拜的本尊為阿彌陀如來，神像於室町時期所製作，本尊的兩旁分別祭祀著創始淨土宗的唐朝高僧善導大師，以及日本淨土宗開創始祖法然上人。
三解脫門
東京都內最古的建築物，也是東日本最大的門，屬於增上寺的中門。因德川家康的協助，聘請當時江戶幕府的大工頭中井正清所造，建造於元和8年（1622年），這個門可以說是增上寺在江戶初期所營造的眾多建築唯一殘存下來的建築物，戰爭時期沒有被摧毀的主要建物之一。名稱中的「三解脫」，意味著可以解脫佛家所說的三毒「貪、瞋、痴」。此門的二樓對外並不開放，裡面供奉著釋迦三尊像以及十六羅漢像。
安國殿
目前裡面供奉著傳說是由平安時代的僧人源信所做的秘佛黑本尊（阿彌陀如來像），每年的一月、五月和九月會公開舉行開帳法事，稱為「正五九黑本尊祈願會」。
德川將軍家墓所
原本祭祀著江戶幕府德川將軍一家的德川將軍家靈廟，在太平洋戰爭之前被指定為國寶，不過由於遭到昭和20年（1945年）3月10日以及同年的5月25日兩次的空襲，因而幾乎完全摧毀。昭和33年（1958年）經由文化財保護委員會將原本為土葬的遺體挖掘出來，經過火化改葬到此。目前這裡是不對外公開的，裡面安葬著主要有江戶幕府第二代德川秀忠、六代德川家宣、七代德川家繼、九代德川家重、十二代德川家慶以及十四代德川家茂等六位歷代將軍以及其部份親屬。
黑門
原本為方丈門，整體塗有黑漆的桃山式建築，由三代將軍德川家光所捐獻而建立，造於慶安年間（1684年－1652年），是戰爭時期沒有被摧毀的主要建物之一。昭和55年（1980年）移到現在位置，成為增上寺的側門之一。
經藏
由德川家康的協助所建成的藏經閣，是戰爭中沒被摧毀的建物之一。內部中央為八角形的結構，裡面收藏著由德川家康所捐贈的宋朝、元朝以及高麗時期的各種經書，裡面多數都是日本國家指定重要文化財產。
鐘樓堂
原本的鐘樓堂建造於寬永10年（1633年），現在的鐘樓堂是戰後再重建的建築。鐘樓上所放置的梵鐘是在延寶元年（1673年）鑄造而成，因為太大，總共鑄造了七次才鑄成，號稱為東日本最大的鐘，為江戶時代三大名鐘之一。
大門（芝大門）
此門為增上寺的前門（總門），舊的大門原本是江戶城的大手門，因為江戶城的擴建，增上寺改建於芝這一帶，由德川家康捐贈成為增上寺的大門。不過這個舊大門因為大正12年（1923年）的關東大地震而倒毀，所以轉移到位於墨田區兩國的回向院設置，此舊門之後也因為空襲而燒毀。現在這裡的大門是在昭和12年（1937年）時以鋼筋水泥所重新建造，附近地區的地名也因為此門的存在，而被稱為「芝大門」。

## 德川家靈廟
原本在寺領之內建有台德院靈廟祭祀德川秀忠、崇源院靈廟祭祀德川秀忠的夫人（德川家光之母）、文昭院靈廟祭祀德川家宣、有章院靈廟祭祀德川家繼，其他尚有德川家重、德川家慶、德川家茂的寶塔。不過這些建築絕大多數都已在1945年的空襲中燒毀，殘剩下來的建築物如下，目前已被指定為重要文化財。
- 台德院靈廟的總門（惣門），目前移設在東京都港區芝公園的東京皇家王子飯店花園塔內[註⁠ 6]。
- 台德院靈廟的勅額門、丁字門、御成門，目前都移設到埼玉縣所澤市上山口2213番地的狹山不動尊內。[參⁠ 9]
- 有章院靈廟的二天門與台德院靈廟的總門移設在芝公園的王子飯店內（東京プリンスホテル）。

增上寺現有的德川家墓所入口之門是原本文昭院靈廟奧院的門，崇源院靈廟有一部份殘留的也都移往鎌倉的建長寺。文昭院靈廟以及有章院靈廟原本的遺跡所在是現在的東京王子飯店，而台德院靈廟以及有章院靈廟則是目前的東京皇家王子飯店花園塔。

## 現況與影響
自開山以來，增上寺是淨土宗在日本東方諸國的主要的據點之一。江戶時期由於德川將軍的關係，使得增上寺在日本佛教中舉足輕重。更因為當朝指定為關東十八檀林之首，其教化的信徒多不勝數，增上寺在當時的宗教界以及政治界而言都是相當重要的一間寺廟。不過也由於江戶將軍家對其重視的結果，使得其他宗教相對的難免有被壓迫之感，進而在明治維新時慘遭排佛主義者的攻擊。
雖然神佛分離令的影響大大的打擊了其地位，但是增上寺至今依然能成為東京主要的佛寺之一。在東京都港區這一帶大樓林立，不過卻因為文化產物的保護，增上寺可以算是港區主要的綠地之一。近期芝公園周遭有業者打算建設114公尺以上超高層大樓提出申請，不過卻有許多當地居民因為環境與文化保護為由而反對。因為時間帶的關係，如果建設了高層大樓，勢必會對增上寺帶來陽光的陰影，所以附近居民認為在這一帶地區興建高層的大樓，會與當地的環境格格不入。擁有數百年歷史的增上寺，現在位址的周遭擁有三十多間子寺院，其中更有多處是日本國家所指定的文化財產，嚴然形成這地區一種特有的歷史文化。

## 文化
- 國家指定文化財（指定日期、種類、名稱）[參⁠ 13]
  - 1915年3月26日，寺院，三解脱門（三門）
  - 1899年8月1日，繪畫，《紙本著色法然上人傳》（紙本著色法然上人伝）
  - 1899年8月1日，書籍、典籍，《大藏經》　宋版、元版、高麗版
  - 1978年6月15日，古文書，《花園天皇宸翰宸記目錄（上）》（花園天皇宸翰宸記目録〈上〉）

- 東京都指定文化財（指定日期、種類、名稱）[參⁠ 14]
  - 1952年4月1日，有形文化財（建造物），增上寺藏經
  - 1971年3月29日，有形文化財（雕刻），木造阿彌陀如來座像
  - 1973年7月18日，有形文化財（雕刻），木造阿彌陀如來像（黑本尊，安國殿內）[註⁠ 7]
  - 1968年4月6日，有形文化財（雕刻），木造釋迦如來及兩脇侍像（安置於三解脫門內）
  - 1973年7月18日，有形文化財（雕刻），木造十六羅漢像（安置於三解脫門內）
  - 1963年10月29日，有形文化財（雕刻），木造廣目天立像、木造多聞天立像
  - 1963年10月29日，有形文化財（雕刻），木造四天王像

## 註解
1. ↑  山號，指日本寺廟名稱前所冠的別名，主要是為了不同地方常有相同寺名之區別。根據日本大辭林的說明，山號是取自寺廟所在的山名，但在鎌倉時代之後因為制度的改變，一般平地上的寺廟也會冠上山號。
2. ↑  淨土宗七大本山除了增上寺以外，還有京都的金戒光明寺、京都的知恩寺、京都的清淨華院、福岡的善導寺、鎌倉的光明寺、長野的善光寺大本願。
3. 1 2  靈廟，是指祭祀祖先的廟宇，相當於中文裡的陵墓、家廟或祠堂。德川家靈廟意指歷代江戶幕府德川將軍的安葬之所，除了增上寺之外，其他還有日光東照宮、輪王寺、上野的寬永寺。第十五代末代將軍德川慶喜則是安葬於谷中靈園。
4. ↑  檀林在中文裡為「佛寺」之意，在日本檀林又稱談林，原本也是寺廟之意，不過室町時代末期之後，現在大多是指佛教宗派裡的教學之所。關東十八檀林是江戶時期淨土宗知名的十八個佛教教學寺廟。
5. ↑  寺格是指寺廟的地位之意，而百萬石是日本古時計算土地價值的一種單位，詳見：石高。
6. ↑  英文正式名稱為The Prince Park Tower Tokyo，日文為，官方網站上中文頁面的正式翻譯為「東京皇家王子飯店花園塔」。隸屬王子飯店集團旗下的一家飯店。
7. ↑  參考官方網站原本所記錄的只有本尊「木造阿彌陀如來坐像」，但是經查東京都指定文化財情報查詢系統找到的資料顯示，登記的正式名稱為。同時被指定為有形文化財的還有秘佛「黑本尊」木造阿彌陀如來像。
8. ↑   註:

## 書籍文獻
1. 增上寺編著，增上寺出版：
（日語），1983年，ISBN 4-7971-0569-0
（日語），1982年，ISBN 4-7971-0566-6
（日語），1982年，ISBN 4-7971-0567-4
（日語），1984年，ISBN 4-7971-0571-2
（日語），1979年，ISBN 4-7971-0561-5
（日語），1980年，ISBN 4-7971-0562-3
（日語），1980年，ISBN 4-7971-0563-1
（日語），1984年，ISBN 4-7971-0570-4
（日語），1984年，ISBN 4-7971-0572-0
（日語），1983年，ISBN 4-7971-0568-2
2. （日語）大谷旭男，大本山増上寺發行，1989年12月
3. （日語）松本清張，講談社文庫，1987年1月，ISBN 978-4061839076
4. （日語）鈴木尚、矢島恭介、 主編，東京大學出版會，1997年12月，ISBN 978-4130660518
5. （日語）浦井正明，誠文堂新光社，1983年1月，ISBN 978-4416883198
6. （日語）編著，於2006年3月出版，ISBN 978-4341131081

## 外部連結
- 增上寺官方網站 （页面存档备份，存于）
- 增上寺
- 總本山知恩院官方網站 （页面存档备份，存于）
- 台德院靈廟本殿內部照片